# Pedro de la Rosa
Pedro Martínez de la Rosa (Barcelona, 24 de fevereiro de 1971) é um automobilista espanhol.

## Carreira

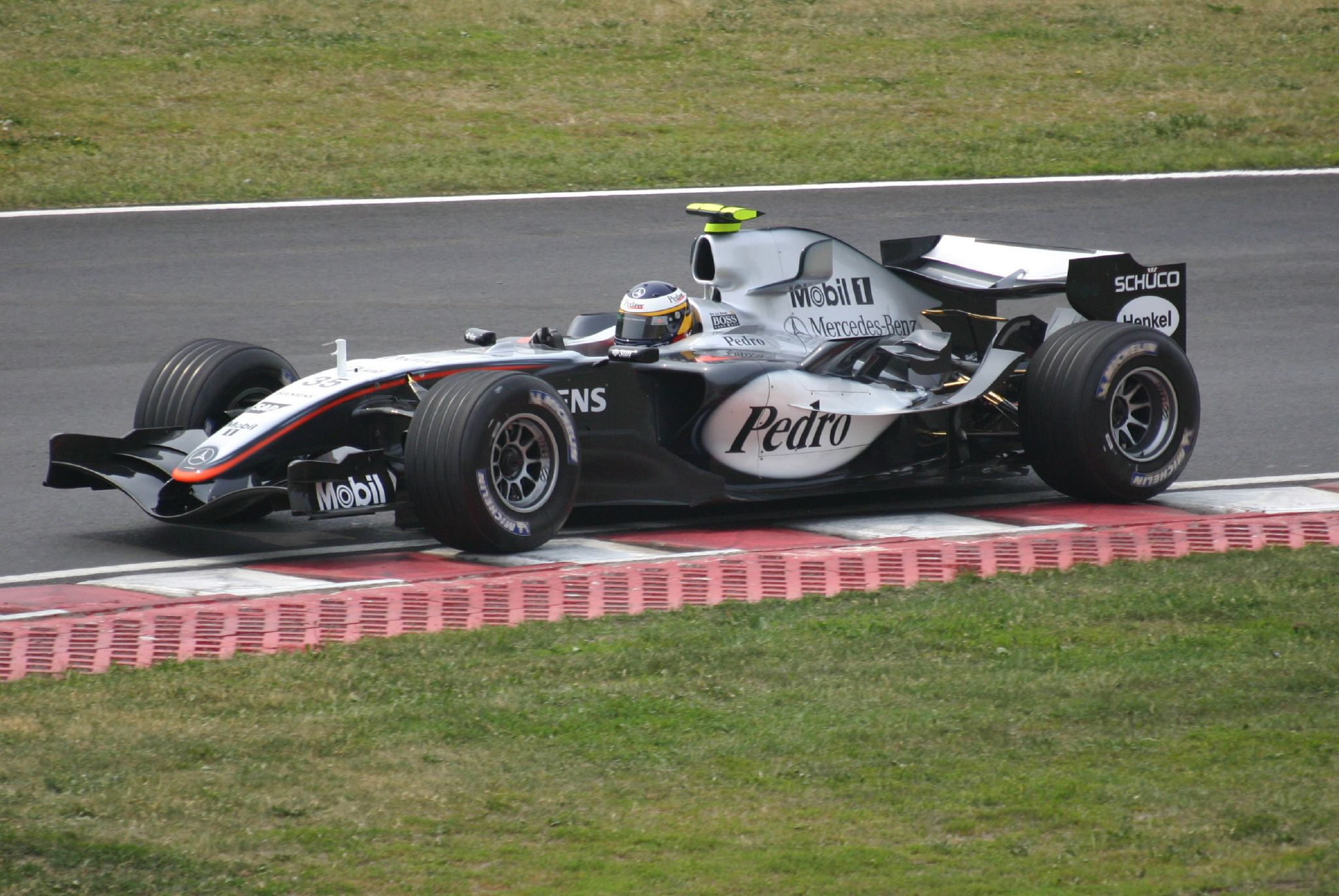
Pedro de la Rosa no GP do Canadá de 2005

De la Rosa já competiu pelas equipas Arrows e Jaguar, além da McLaren.
Após um longo período como piloto de testes da McLaren, voltou à condição de titular no Grande Prêmio da França de 2006. No mesmo ano, conquistou seu primeiro pódio, sendo 2° colocado no Grande Prêmio da Hungria
Em 19 de janeiro de 2010, foi anunciado como piloto da Sauber, tornando-se companheiro de equipe de Kamui Kobayashi. No entanto, com o fraco desempenho obtido na temporada, foi anunciada ainda em setembro, a sua saída para dar lugar ao piloto alemão Nick Heidfeld.
Em novembro de 2011 foi anunciado como piloto titular da equipe HRT para a temporada de 2012.

## Resultados na Fórmula 1
(legenda) (Corrida marcada em itálico indica volta mais rápida)
| Ano  | Equipe                | Chassis        | Motor                    | Pneus | 1       | 2       | 3       | 4       | 5       | 6       | 7       | 8       | 9       | 10      | 11     | 12      | 13      | 14      | 15      | 16      | 17      | 18     | 19     | 20     | Pontos | Posição |
| ---- | --------------------- | -------------- | ------------------------ | ----- | ------- | ------- | ------- | ------- | ------- | ------- | ------- | ------- | ------- | ------- | ------ | ------- | ------- | ------- | ------- | ------- | ------- | ------ | ------ | ------ | ------ | ------- |
| 2012 | HRT F1 Team           | Hispania F112  | Cosworth CA2012 V8       | P     | AUS NQ  | MAL 22  | CHN 21  | BAR 20  | ESP 19  | MON Ret | CAN Ret | EUR 17  | GBR 20  | ALE 21  | HUN 22 | BEL 18  | ITA 18  | SIN 17  | JAP 18  | COR Ret | IND Ret | ABU 17 | EUA 21 | BRA 17 | 0      | NC 25°  |
| 2011 | Sauber F1 Team        | Sauber C30     | Ferrari 056 2.4 V8       | P     | AUS     | MAL     | CHN     | TUR     | ESP     | MON     | CAN 12  | EUR     | GBR     | ALE     | HUN    | BEL     | ITA     | SIN     | JAP     | COR     | IND     | ABU    | BRA    |        | 0      | NC 20°  |
| 2010 | Sauber F1 Team        | Sauber C29     | Ferrari 056 2.4 V8       | B     | BAR Ret | AUS 12  | MAL DNS | CHN Ret | ESP Ret | MON Ret | TUR 11  | CAN Ret | EUR 12  | GBR Ret | ALE 14 | HUN 7   | BEL 11  | ITA 14  | SIN NP  | JAP NP  | COR NP  | BRA NP | ABU NP |        | 6      | 17º     |
| 2006 | Team McLaren Mercedes | McLaren MP4-21 | Mercedes FO 108S 2.4 V8  | M     | BAR DNP | MAL DNP | AUS DNP | SAN DNP | EUR DNP | ESP DNP | MON DNP | GBR DNP | CAN DNP | EUA DNP | FRA 7  | ALE Ret | HUN 2   | TUR 5   | ITA Ret | CHN 5   | JAP 11  | BRA 8  |        |        | 19     | 11º     |
| 2005 | West McLaren Mercedes | McLaren MP4-20 | Mercedes FO 110R 3.0 V10 | M     | AUS AT  | MAL AT  | BAR 5   | SAN AT  | ESP AT  | MON     | EUR     | CAN AT  | EUA AT  | FRA AT  | GBR AT | ALE AT  | HUN AT  | TUR AT  | ITA AT  | BEL     | BRA     | JAP AT | CHN AT |        | 4      | 20º     |
| 2002 | Jaguar Racing         | Jaguar R3      | Cosworth CR-3 3.0 V10    | M     | AUS 8   | MAL 10  | BRA 8   | SAN Ret | ESP Ret | AUT Ret | MON 10  | CAN Ret | EUR 10  |         |        |         |         |         |         |         |         |        |        |        | 0      | NC 21º  |
| 2002 | Jaguar Racing         | Jaguar R3      | Cosworth CR-4 3.0 V10    | M     |         |         |         |         |         |         |         |         |         | GBR 11  | FRA 9  | ALE Ret | HUN 13  | BEL Ret | ITA Ret | EUA Ret | JAP Ret |        |        |        | 0      | NC 21º  |
| 2001 | Jaguar Racing         | Jaguar R2      | Cosworth CR-3 3.0 V10    | M     | AUS DNP | MAL DNP | BRA DNP | SAN DNP | ESP Ret | AUT Ret | MON Ret | CAN 6   | EUR 8   | FRA 14  | GBR 12 | ALE Ret | HUN 11  | BEL Ret | ITA 5   | EUA 12  | JAP Ret |        |        |        | 3      | 16º     |
| 2000 | Arrows F1 Team        | Arrows A21     | Supertec FB02 3.0 V10    | B     | AUS Ret | BRA 8   | SAN Ret | GBR Ret | ESP Ret | EUR 6   | MON Ret | CAN Ret | FRA Ret | AUT Ret | ALE 6  | HUN 16  | BEL 16  | ITA Ret | EUA Ret | JAP 12  | MAL Ret |        |        |        | 2      | 16º     |
| 1999 | Repsol Arrows         | Arrows A20     | Arrows T2-F1 3.0 V10     | B     | AUS 6   | BRA Ret | SAN Ret | MON Ret | ESP 11  | CAN Ret | FRA 11  | GBR Ret | AUT Ret | ALE Ret | HUN 15 | BEL Ret | ITA Ret | EUR Ret | MAL Ret | JAP 13  |         |        |        |        | 1      | 18º     |